# Бакен

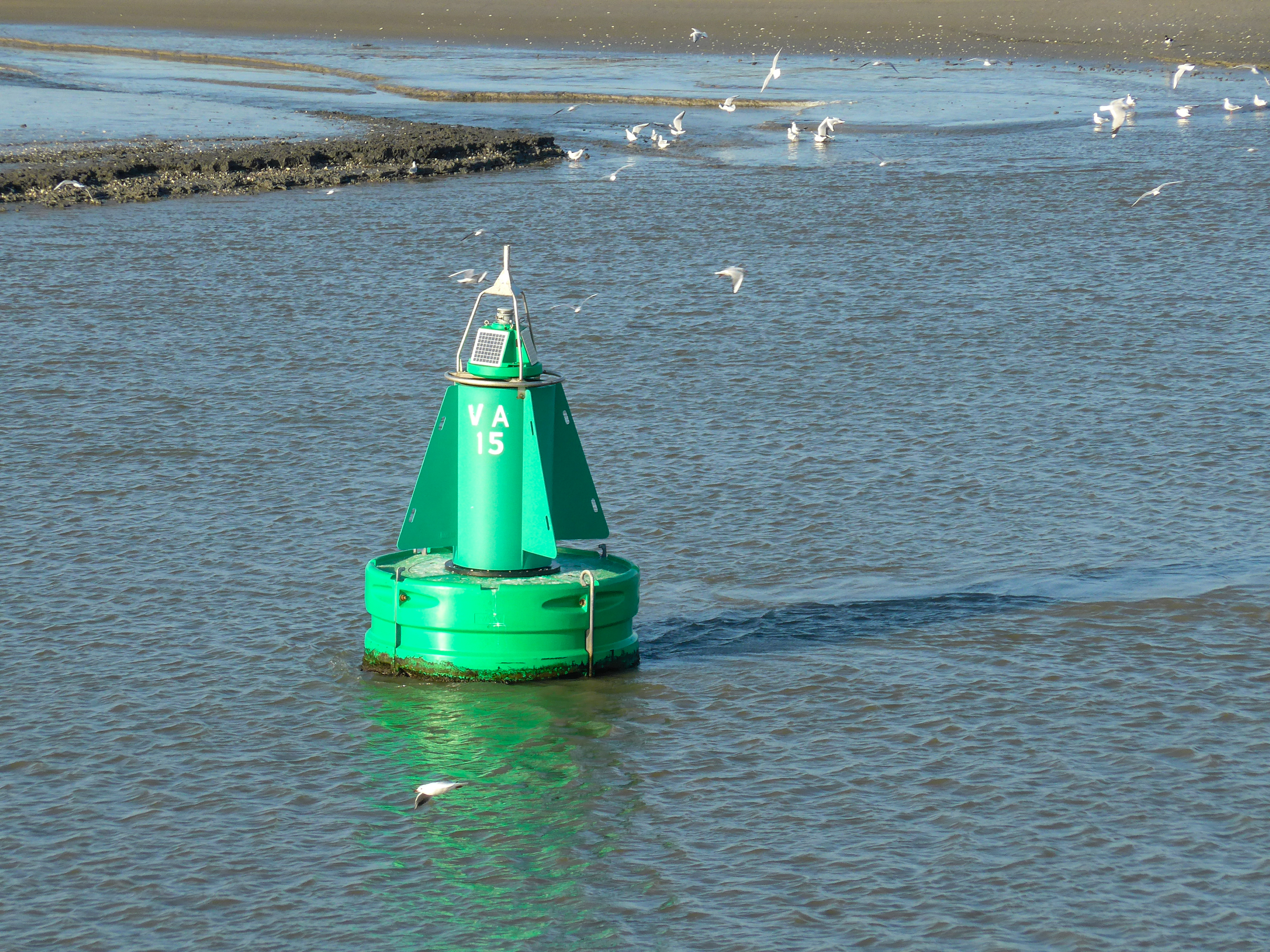
Бакен

Ба́кен, ранее ба́кан или бака́н (нидерл. baken, англ. beacon — маяк) — стационарный плавучий знак, устанавливаемый на якоре в целях обозначения навигационных опасностей на пути следования судов или для указания границ фарватеров.

## История термина
До конца XIX века слово «бакен» в обиходе моряков и в русской морской терминологии практически не имело употребления, встречаясь только эпизодически в прямой связи со знанием определённых иностранных языков, — бакенами в разговорном и литературном языке преимущественно называли бакенбарды. Только к XX веку, после окончательного выхода этой детали причёски из моды, бакен как обозначение навигационного устройства постепенно стал входить в языковую практику.

## Разновидности бакенов

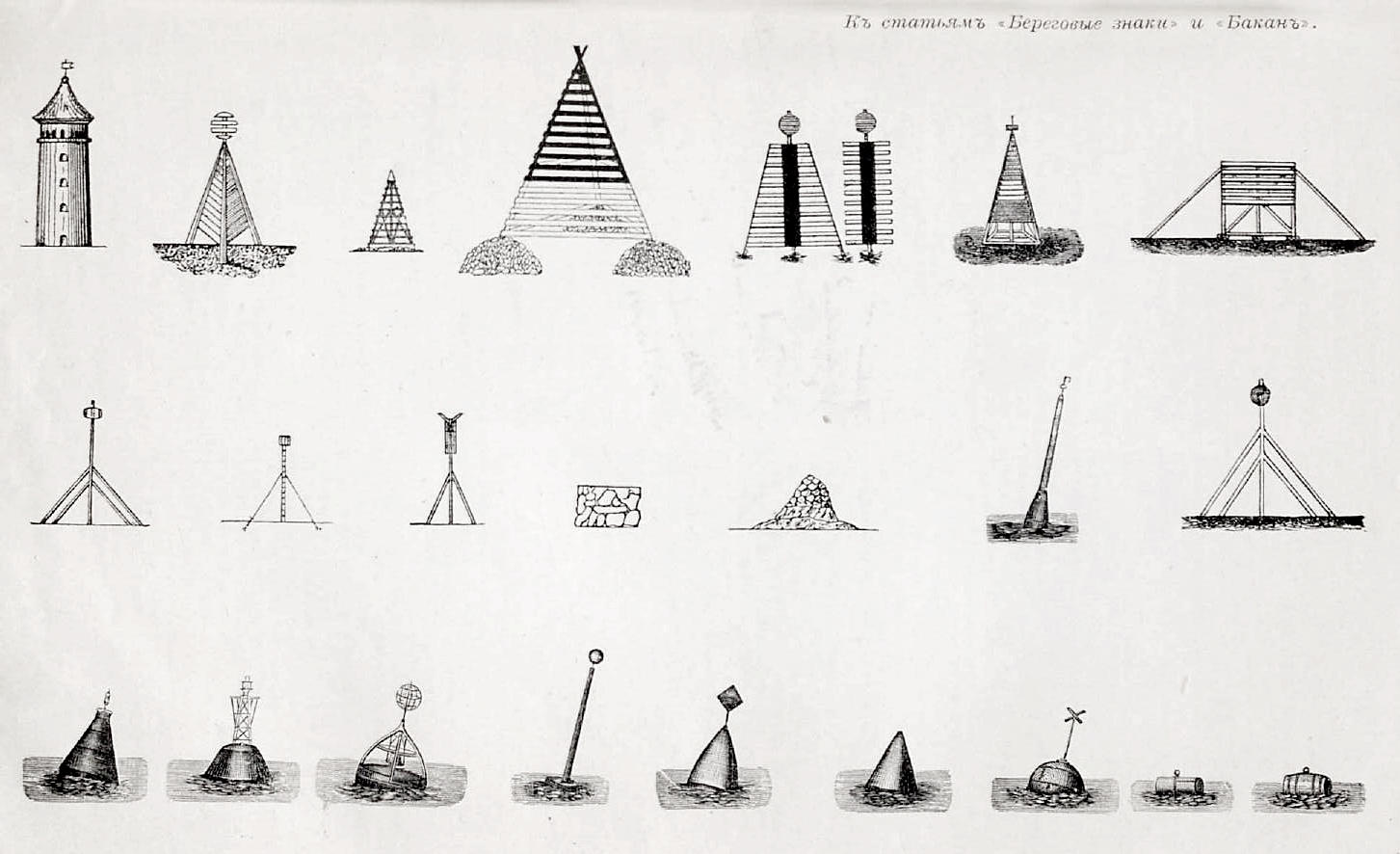
Рисунок из статьи «Бакан»
(«Военная энциклопедия Сытина»)

В латеральной системе навигационных знаков означают
- белого или чёрного цвета, конусообразной формы — ограничивает судовой ход с левого берега
- красного цвета, цилиндрической формы — с правого берега
- полосатый бакен показывает точку поворота судового хода

В русской речной терминологии под «бакеном» понимают деревянный плавучий знак. Металлический (пластиковый) плавучий знак называют «буём». Правая «кромка» фарватера (судового хода) обозначается красным («шаровым») бакеном, левая — белым («пирамидальным»). Бакены, в отличие от буёв, выставляются, как правило, на участках с «малой» интенсивностью судоходства.
В точках «разделения» фарватера выставляются «парные» бакены — «белый» и «красный», либо «пёстрый» (разделительный) буй. Бакены дублируются вехами соответствующего цвета.
В ночное время на бакене обычно зажигается огонь соответствующего цвета. Около населённых пунктов (в местах массового скопления огней) допускается замена белого огня зелёным.
Знаки латеральной системы, применяемой при обстановке морских каналов, несколько отличаются от знаков «речной» латеральной системы.
В кардинальной системе ставятся около опасностей. Могут дублироваться вехами.
Освещение на бакенах преимущественно электрическое, обычно с питанием от специальных батарей. Иногда бакен оборудуется звуковым сигнальным устройством.
По окончании периода навигации все бакены убирают, чтобы они не получили повреждений при осеннем ледоходе и замерзании рек. Для ориентиров навигационной обстановки на воде остаются так называемые ледовые (буй-сигара) буи и вехи.